# Masud Sa'd Salman
Mas'ud-i Sa'd-i Salmān (în persană: مسعود سعد سلمان‎, n. 1046 - d. 1121) a fost un poet persan.
A scris o lirică panegirică închinată sultanilor Ghasnewizi, în forma „kasidei” lui Unsuri, recunoscută pentru îndemânarea incomparabilă a versului.
Ciclul Ḥabsiyyāt ("Cântece de închisoare") a impresionat prin patetism și sinceritate.